# 斯特雷特 (阿拉巴馬州)
斯特雷特（英語：Sterrett）是一個位於美國阿拉巴馬州謝爾比縣的非建制地區和人口普查指定地區。根據2010年美國人口普查，該地人口為712人，而該地的面積約為61.06平方千米。

## 地理
斯特雷特的座標為33°26′55″N 86°28′48″W / 33.44861°N 86.48000°W，而該地最高點為海拔高度158米（即518英尺）。